# Baggerlader

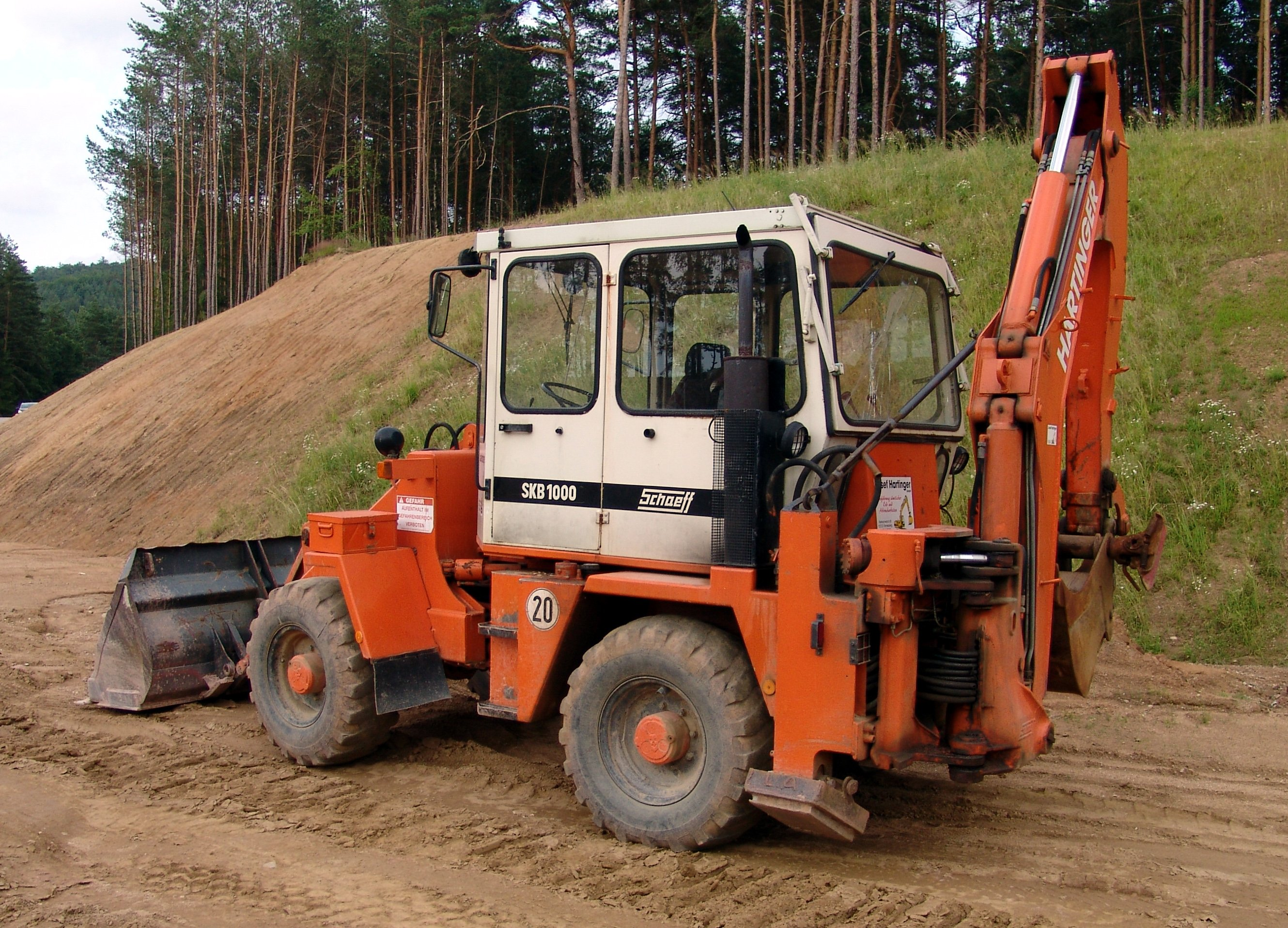
Baggerlader im Erdbau, ausgestattet mit Ladeschaufel und Tieflöffel.

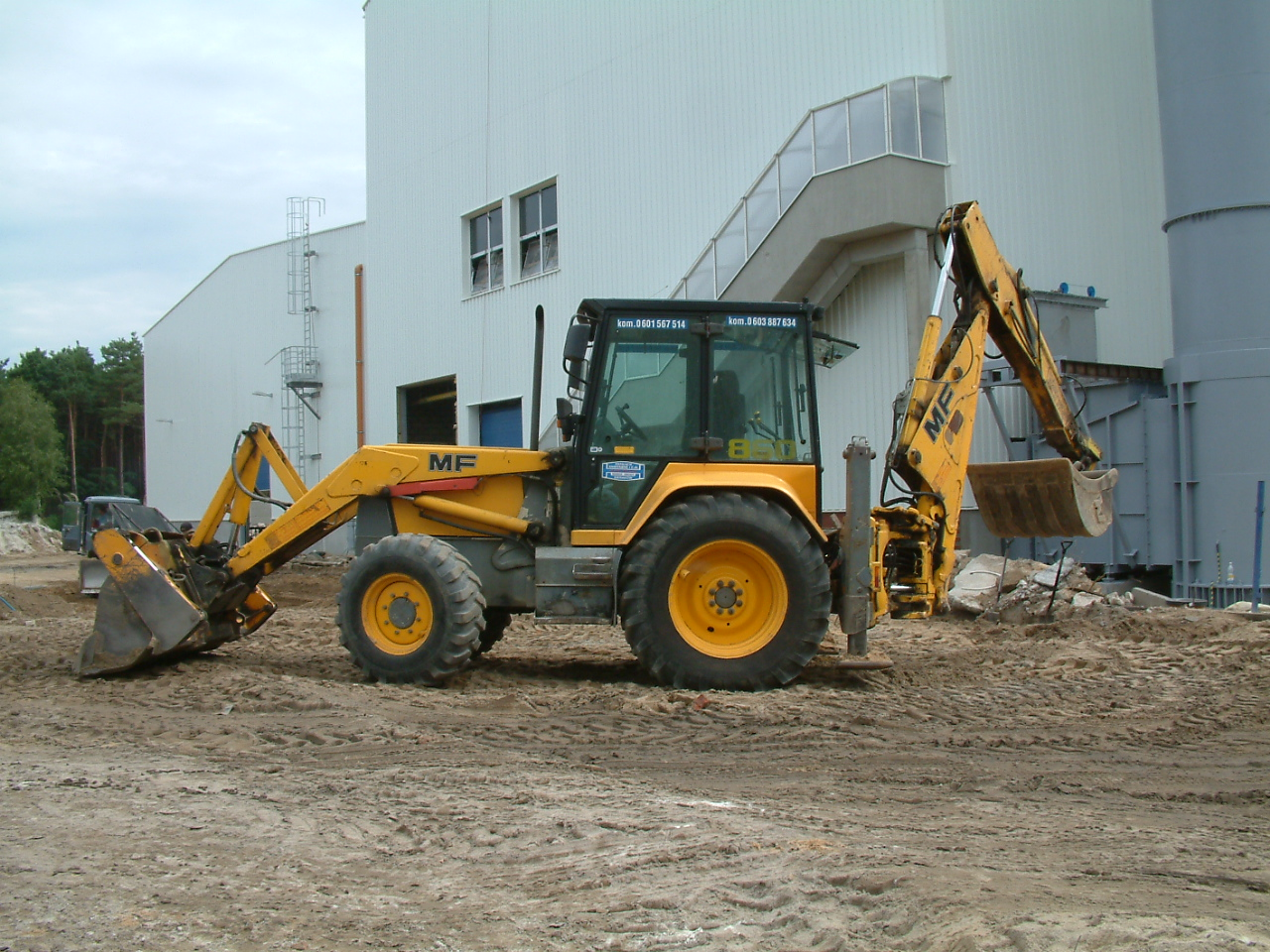
Ein in Deutschland weit verbreiteter, aber nicht mehr gebauter Baggerlader der Marke Massey Ferguson.

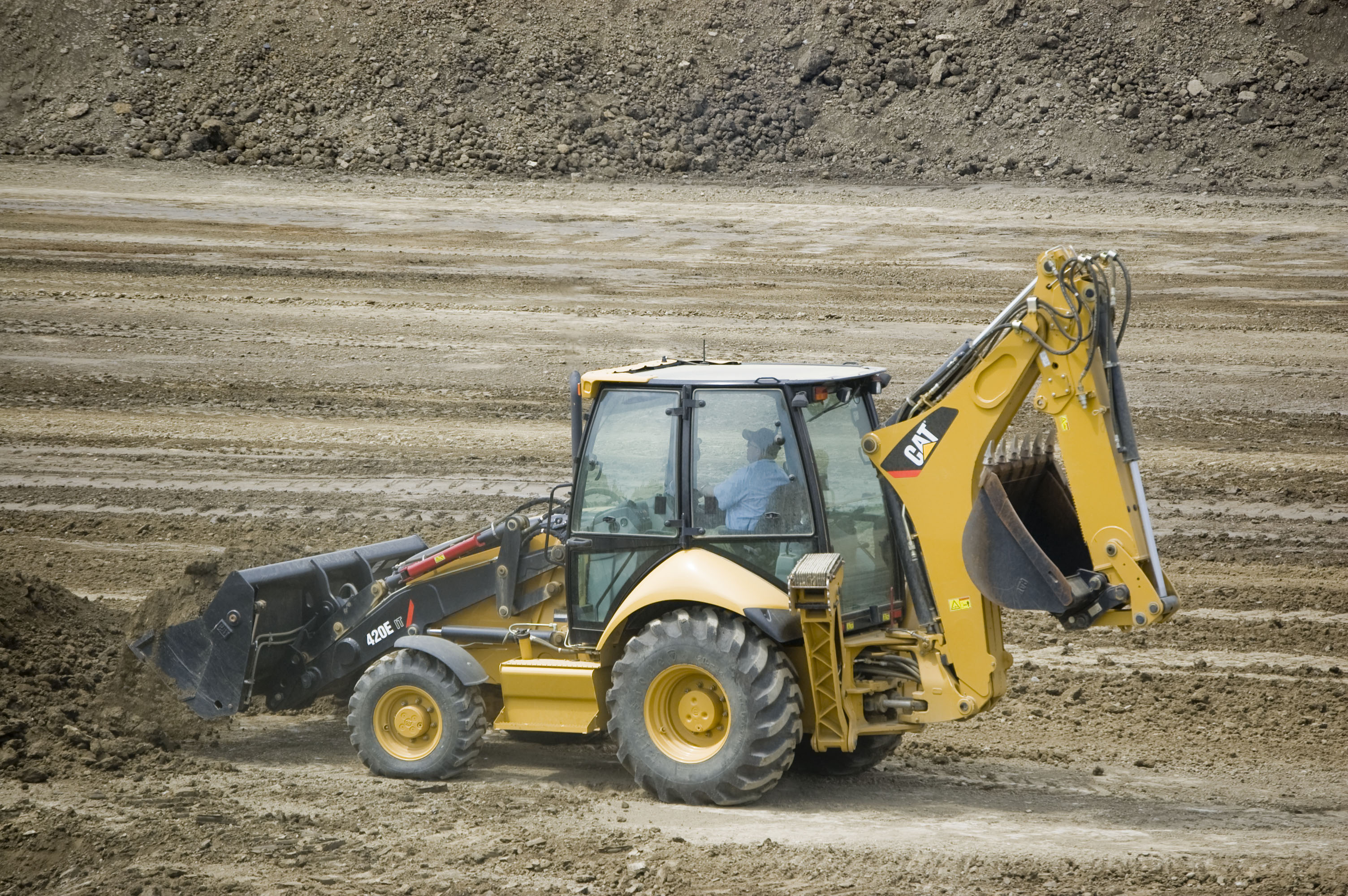
Caterpillar 420E

Der Baggerlader (auch Heckbagger genannt) ist eine Baumaschine, die überwiegend im Erdbau verwendet wird. Dieses Mehrzweckgerät ersetzt mit seiner Ladeschaufel an der Front den Radlader und mit dem Ausleger am Heck den Hydraulikbagger. Beide Einrichtungen werden von der Fahrerkabine gesteuert. Das Gerät kann zwar universell eingesetzt werden, ist jedoch weniger leistungsfähig als die beiden Einzelgeräte.
Die von einem Dieselmotor angetriebene Baumaschine übernimmt auf kleineren Baustellen leichte Erdbautätigkeiten oder Hebezeugeinsätze. Dabei ist anzumerken, dass sich dieses Gerät in Ländern wie Großbritannien oder den Vereinigten Staaten größerer Beliebtheit erfreut als beispielsweise in Deutschland.

## Geschichte
Ursprünglich entwickelte sich der Baggerlader aus dem in der Landwirtschaft eingesetzten Traktor. So bestanden die ersten Baggerlader aus einem Traktor-Grundgerät mit Ladeschaufel (auch Frontlader genannt), an den eine einfache Heckbagger-Einheit angebaut wurde. Die Räder am Heck waren größer und gröber profiliert als die Vorderräder. Zu dieser Zeit waren jedoch weder hydraulische Abstützungen noch komfortable Fahrerkabinen mit elektronischen Bedienelementen am Gerät vorhanden, zudem war die Leistungsfähigkeit stark eingeschränkt. Erst mit der Entwicklung starker Dieselmotoren und geeigneter Antriebssysteme stieg die Leistungsfähigkeit des Baggerladers an. Diese sehr einfachen Geräte wurden über die Zeit zu kompakten Mehrzweckgeräten entwickelt, die eine Reihe von Einzelgeräten auf der Baustelle ersetzen.
Der erste Baggerlader wurde im Jahre 1953 von Joseph Cyril Bamford (JCB) gebaut. Im Jahre 1961 wurde der JCB 3 präsentiert, auf dessen Basis sich die verschiedenen neuen Modelle der folgenden Jahre entwickelten.

## Komponenten
Der Baggerlader besteht im Wesentlichen aus fünf Komponenten:
1. Grundgerät mit Radlaufwerk
2. Anbaugerät vorne (Ladeschaufel)
3. Heckbaggerausleger mit Anbaugerät (Greifer)
4. Hydraulische Abstützung
5. Fahrerkabine

## Kenngrößen
Das Leistungsspektrum des Baggerladers bewegt sich je nach Modell zwischen 50 und 90 kW, bei einem Betriebsgewicht zwischen 7,0 und 12,0 t. Die Ladeschaufel an der Front fasst zwischen 0,8 und 1,5 m³, der Tieflöffel am Heck kann bis zu 0,5 m³ aufnehmen. Die Kipphöhe variiert dabei von 2,70 bis 2,80 m. Der Heckausleger besitzt eine Reichweite von bis zu 6,5 m.

## Technik und Ausstattung
Ein Baggerlader kann entweder hydrodynamisch oder hydrostatisch angetrieben werden. Beim hydrodynamischen Antrieb kommen ein Drehmomentwandler und ein Lastschaltgetriebe zum Einsatz. Zur Verbesserung der Traktion besitzen die Geräte Allradantrieb und erreichen eine Höchstgeschwindigkeit von bis zu 20 km/h. Die Vorderachse dient bei Geräten mit starrem Rahmen als Lenkeinheit und ist pendelnd gelagert. Eine Sonderform stellen Baggerlader mit Knick- oder Allradlenkung dar. Die Hinterachse ist mit einer Differentialsperre ausgerüstet.
Für den Baggerlader stehen eine Reihe von Anbaugeräten zur Auswahl. Standardmäßig ist vorne eine Ladeschaufel angebaut und am Heck ein konventioneller Tieflöffel oder Greifer. Für ein rasches Wechseln dieser Anbaugeräte können Schnellwechseleinrichtungen vorhanden sein, die ein Wechseln der Anbaugeräte von der Fahrerkabine aus ermöglichen. Der Ausleger kann am Heck mittels eines Schiebeschlittens gleiten, wodurch die Heckbaggereinrichtung seitlich verschoben werden kann.
Des Weiteren befinden sich am Heck hydraulische Abstützungen, die zur Erhöhung der Standsicherheit im Heckbaggerbetrieb ausgefahren werden können.

## Verwendung

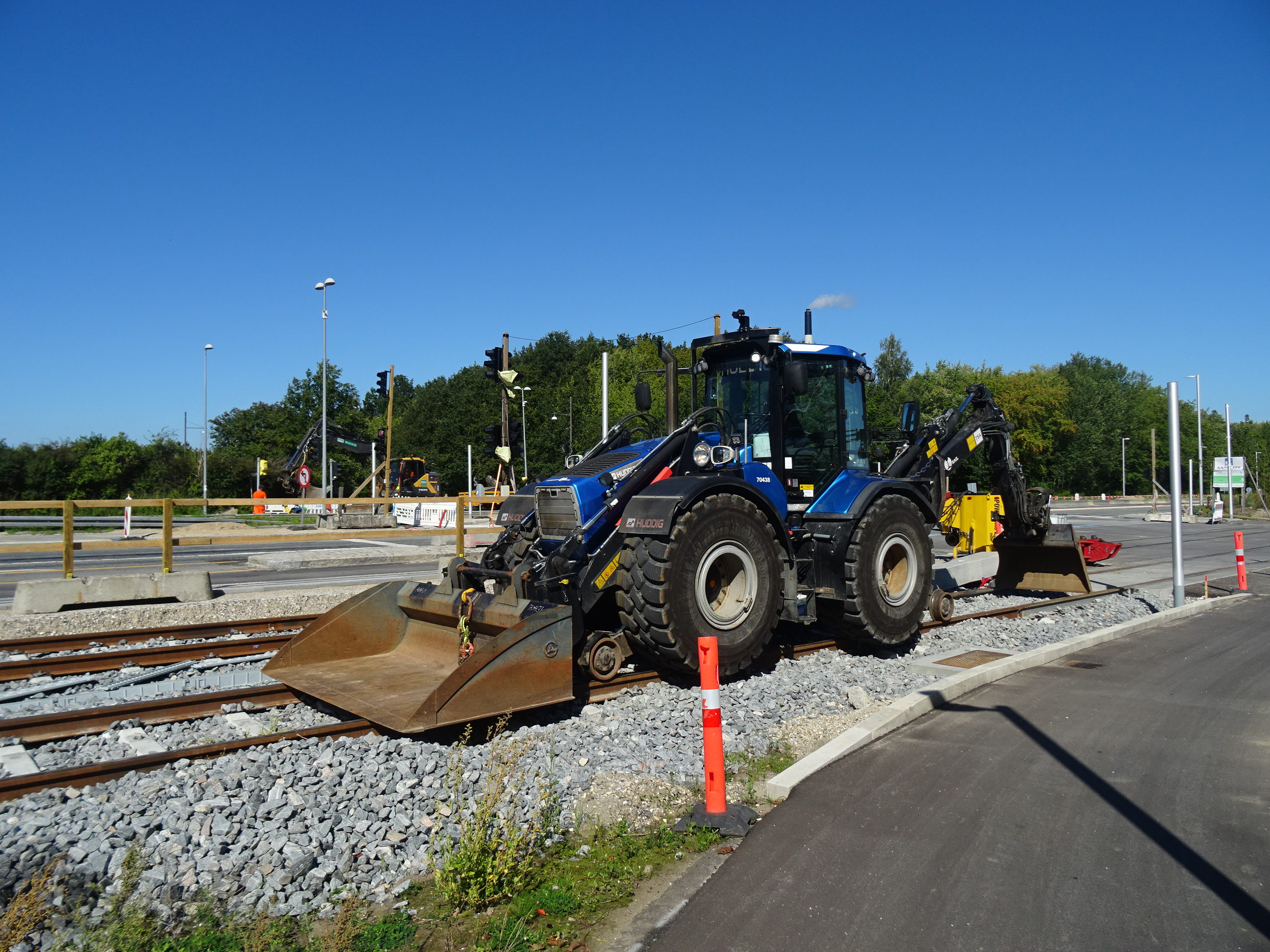
Huddig Zweiwege-Baggerlader

Der Baggerlader eignet sich für kleinere Baustellen, bei denen der Einsatz mehrerer Baumaschinen unwirtschaftlich wäre. Somit wird er bei kleinen Kanal- und Rohrleitungsbauarbeiten eingesetzt. Des Weiteren kommt der Baggerlader für den Transport von Erdreich und Schüttgütern infrage. Seltener wird die Maschine als Hebezeug genutzt.

## Hersteller
In Deutschland entwickeln und produzieren nur wenige Hersteller Baggerlader. So konnten sich die Firmen Schaeff, welche seit 2016 zu Yanmar gehört, und Kramer in diesem Zusammenhang einen Namen machen. In anderen Ländern wie beispielsweise den Vereinigten Staaten, Japan oder China gibt es dagegen eine Vielzahl von Herstellern, etwa Caterpillar, Volvo, Massey Ferguson und JCB sowie Komatsu und Case.

## Normen und Standards
- DIN EN 474-1 – Erdbaumaschinen
- Unfallverhütungsvorschrift – Fahrzeuge
- BGR – Betreiben von Arbeitsmittel
- BGR 500 2.12 – Bagger, Lader, Planiergeräte, Schürfgeräte und Spezialmaschinen des Erdbaus (Erdbaumaschinen)